# Грошова база
Грошова база або монетарна база (англ. Monetary base) — це сукупність зобов'язань Національного банку України в національній валюті.
Іншими словами грошова база — це сукупність готівкових коштів, випущених в обіг Національним банком України, коштів обов'язкових резервів, коштів на кореспондентських рахунках та інших коштів інших депозитних корпорацій (банків), коштів державних нефінансових корпорацій і домашніх господарств (працівників Національного банку) у Національному банку України.
Грошова база є показником бази фінансування, яка є основою для формування грошових агрегатів, а не самим грошовим агрегатом. Грошова база використовується Національним банком України як один із основних показників грошово-кредитної політики, і часто друкується пресою разом з грошовими агрегатами.